# 法赫里·科鲁蒂尔克
法赫里·萨比特·科鲁蒂尔克（土耳其語：Fahri Sabit Korutürk，1903年8月3日—1987年10月12日），土耳其海军將領、外交官和第六任土耳其总统。

## 生平
科鲁蒂尔克出生在伊斯坦布尔托普卡普宫和聖索菲亞大教堂之间的一条小街「Soğukçeşme Sokağı」上。1916年他入读海军学院，于1923年毕业，1933年从海军学院毕业。在巡洋舰和潜艇上服役，后来出国在土耳其駐義大利大使館、土耳其駐德國大使館和土耳其駐瑞典大使館担任海军武官。1936年，他作为军事顾问参加了土耳其海峡政权相關的蒙特勒公约。1950年晋升少将，指挥各海军单位，直到他成为上将。
1960年卸任土耳其海军司令后，科鲁蒂尔克退休，經国家元首杰马勒·古尔塞勒任命为土耳其驻苏联大使（1960－1964）和驻西班牙大使（1964－1965）。
1968年，杰夫德特·苏奈总统任命他为参议院参议员，1973年4月6日，土耳其大国民议会选举他为第六届土耳其共和国总统。在他的任期内，1974年7月15日塞浦路斯总统马卡里奥斯大主教被推翻后，叛乱分子组织希腊族军人政府，意图将塞浦路斯合并到希腊。7月15日他主持了土耳其出兵塞浦路斯北部，与希腊发生军事冲突。
1980年4月6日，科鲁蒂尔克的七年任期已满，由大国民议会两院联席会议选举总统，但经过多次投票，竟然未获结果。从4月7日起，由参议院议长恰格拉扬吉里暂时代理总统职务。科鲁蒂尔克被任命为参议院终身参议员。
他在1944年与埃麦尔（Emel Korutürk）结婚，有两个儿子和一个女儿。他的姓科鲁蒂尔克（Korutürk）是国父凯末尔送给他的。1987年在伊斯坦布尔莫达（Moda）去世，安葬於安卡拉土耳其國家公墓。

## 著作
- İskajerak Deniz Muharebesi hakkında bir konferans (A Conference on the Battle of Skagerrak)